# Jacques Mouvet
Jacques Mouvet, né le 16 décembre 1912, est un bobeur belge notamment médaillé d'argent de bob à quatre en 1948.

## Carrière
Aux championnats du monde de 1947 à Saint-Moritz (Suisse), Jacques Mouvet est médaillé d'argent en bob à quatre et de bronze en bob à deux en tant que freineur pour le pilote Max Houben. Aux Jeux olympiques de 1948, également à Saint-Moritz, Mouvet est médaillé d'argent en bob à quatre avec Max Houben, Freddy Mansveld, Louis-Georges Niels ainsi que quatrième en bob à deux avec Houben. Lors d'un entraînement pour les championnats du monde 1949 sur la piste de Lake Placid aux États-Unis, Max Houben et Jacques Mouvet sortent de la piste et s'écrasent contre un poteau. Mouvet a une fracture du crâne mais survit alors que Houben est tué instantanément.

## Palmarès

### Jeux Olympiques
- : médaillé d'argent en bob à quatre aux Jeux olympiques d'hiver de 1948.